# Andrea Previtali

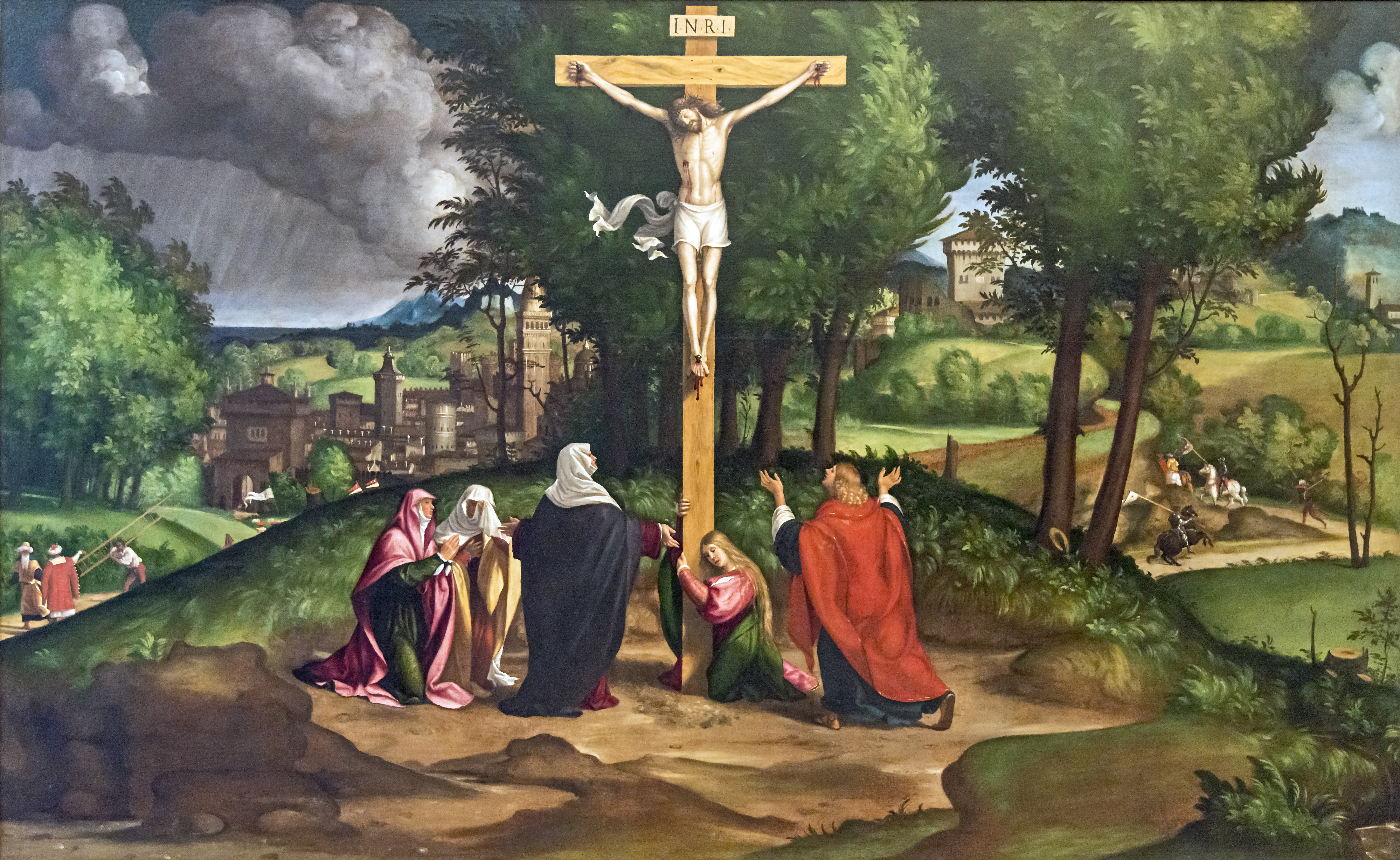
La crucifixión, Galería de la Academia de Venecia.

Andrea Previtali (Berbenno, 1470 - Bérgamo, 1528), llamado Cordeliaghi, fue un pintor italiano.

## Biografía
Nació en una pequeña localidad de la provincia de Bérgamo. Sus innatas dotes artísticas lo condujeron cuando no era más que un adolescente a Venecia, uno de los principales centros artísticos de la época. 
Allí formó y mejoró sus habilidades junto a Giovanni Bellini, en cuyo taller trabajó. En su estilo se aprecian influencias de artistas como Carpaccio, Giorgione y Palma il Vecchio, pintores todos ellos a los que frecuentó durante su estancia en la Serenísima.
Hacia 1511 regresó a Bérgamo, su ciudad natal, donde comenzó a pintar obras que denotaban la influencia artística de Lorenzo Lotto. Sus abundantes obras se enmarcan sobre todo en el ámbito devocional y en el género retratístico, destacando estos últimos por su estilo, altamente realista, y por la luminosidad, fruto del refinamiento y pericia con que elaboraba los cuadros.

## Obras principales
- Madonna con Niño y donante (Museo cívico de Padua);
- Sagrada familia (Colección Casa de Alba, Madrid);
- Desposorios de Santa Catalina (Iglesia de San Giobbe, Venecia,);
- Anunciación (santuario de Santa María de Meschio, Vittorio Veneto);
- Sacra Conversación Casotti (Accademia Carrara, Bérgamo);
- San Benedicto en la cátedra y santos (Catedral de Bérgamo);
- Coronación de la Virgen (Academia de Bellas Artes de Brera, Milán);
- La Virgen y el Niño adorados por dos ángeles (National Gallery, Londres);
- Virgen y el Niño, con San Juan Bautista y Santa Catalina (National Gallery, Londres);
- Virgen y Niño con fraile suplicante y Santa Catalina (National Gallery, Londres);
- Salvator mundi (National Gallery, Londres);
- Escenas de las églogas de San Tebaldo (National Gallery, Londres);
- Retrato de M. Mori (Museo Poldi Pezzoli, Milán);
- Descanso durante la huida a Egipto (The Faringdon Collection at Buscot Park, Oxfordshire);
- Natividad (Galería de la Academia, Venecia).
- El Cristo Transfigurado ( Pinacoteca di Brera de Milán)

- Datos: Q1097187
- Multimedia: Andrea Previtali / Q1097187